# Phoradendron eggersii
Phoradendron eggersii är en sandelträdsväxtart som beskrevs av Ignatz Urban. Phoradendron eggersii ingår i släktet Phoradendron och familjen sandelträdsväxter. Inga underarter finns listade i Catalogue of Life.